# Velká Černoc
Velká Černoc je vesnice, část obce Měcholupy v okrese Louny. Nachází se asi 8 km na jihovýchod od Měcholup. Prochází zde silnice II/221. V roce 2011 zde trvale žilo 230 obyvatel.
Velká Černoc je také název katastrálního území o rozloze 11,89 km².

## Historie
První písemná zmínka o obci pochází z roku 1316. Ve vsi stávala tvrz, v jejímž držení se vystřídala řada drobných rodů.  Stávala v místě hospodářského dvora, zanikla v druhé polovině 17. století.

## Obyvatelstvo
Při sčítání lidu v roce 1921 zde žilo 576 obyvatel (z toho 279 mužů), z nichž bylo 117 Čechoslováků, 458 Němců a jeden cizinec. Většina obyvatel se hlásila k římskokatolické církvi, ale žili zde také čtyři židé, devět členů církve československé a jeden člověk bez vyznání. Podle sčítání lidu z roku 1930 měla vesnice 623 obyvatel: 180 Čechoslováků, 430 Němců, čtyři Židé a devět cizinců. Kromě 593 římských katolíků zde žili tři evangelíci, devatenáct členů církve československé, čtyři židé a čtyři lidé bez vyznání.
|           | 1869 | 1880 | 1890 | 1900 | 1910 | 1921 | 1930 | 1950 | 1961 | 1970 | 1980 | 1991 | 2001 | 2011 |
| --------- | ---- | ---- | ---- | ---- | ---- | ---- | ---- | ---- | ---- | ---- | ---- | ---- | ---- | ---- |
| Obyvatelé | 480  | 569  | 585  | 573  | 657  | 576  | 623  | 315  | 354  | 323  | 289  | 252  | 268  | 230  |
| Domy      | 62   | 70   | 78   | 83   | 94   | 101  | 139  | 119  | 97   | 93   | 85   | 106  | 113  | 80   |

## Pamětihodnosti
- Na návsi stojí pozdně barokní kostel svatého Václava z let 1783–1787 s baldachýnovým oltářem přestěhovaným ze staroměstského kostela svatého Mikuláše.[10][11]
- Venkovská usedlost čp. 7[12]
- Dub ve Velké Černoci – památný strom, roste v lesním porostu, 10 m od potoka, blízko hájovny[13]

## Galerie

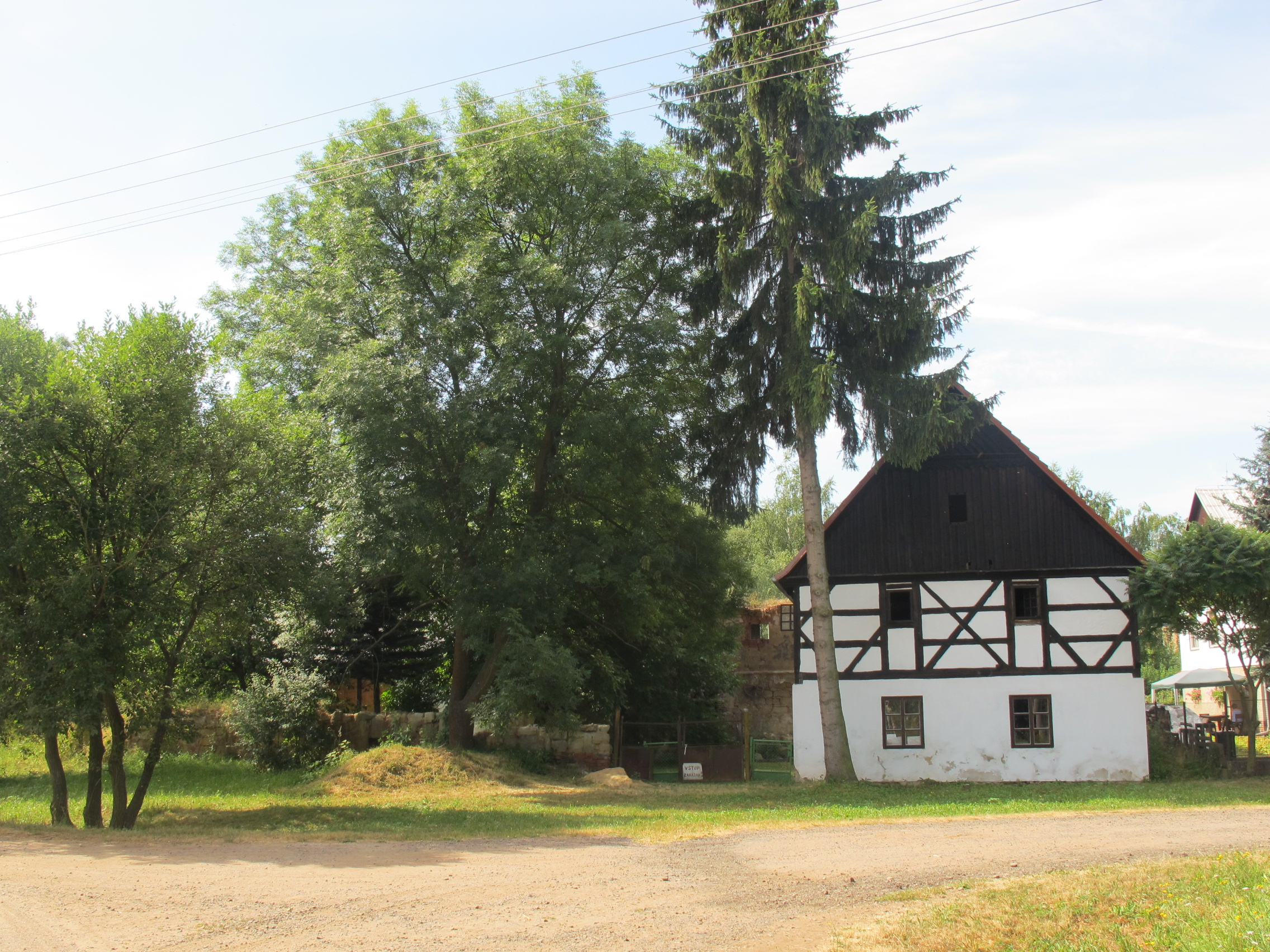
Památkově chráněná hrázděná usedlost čp. 7
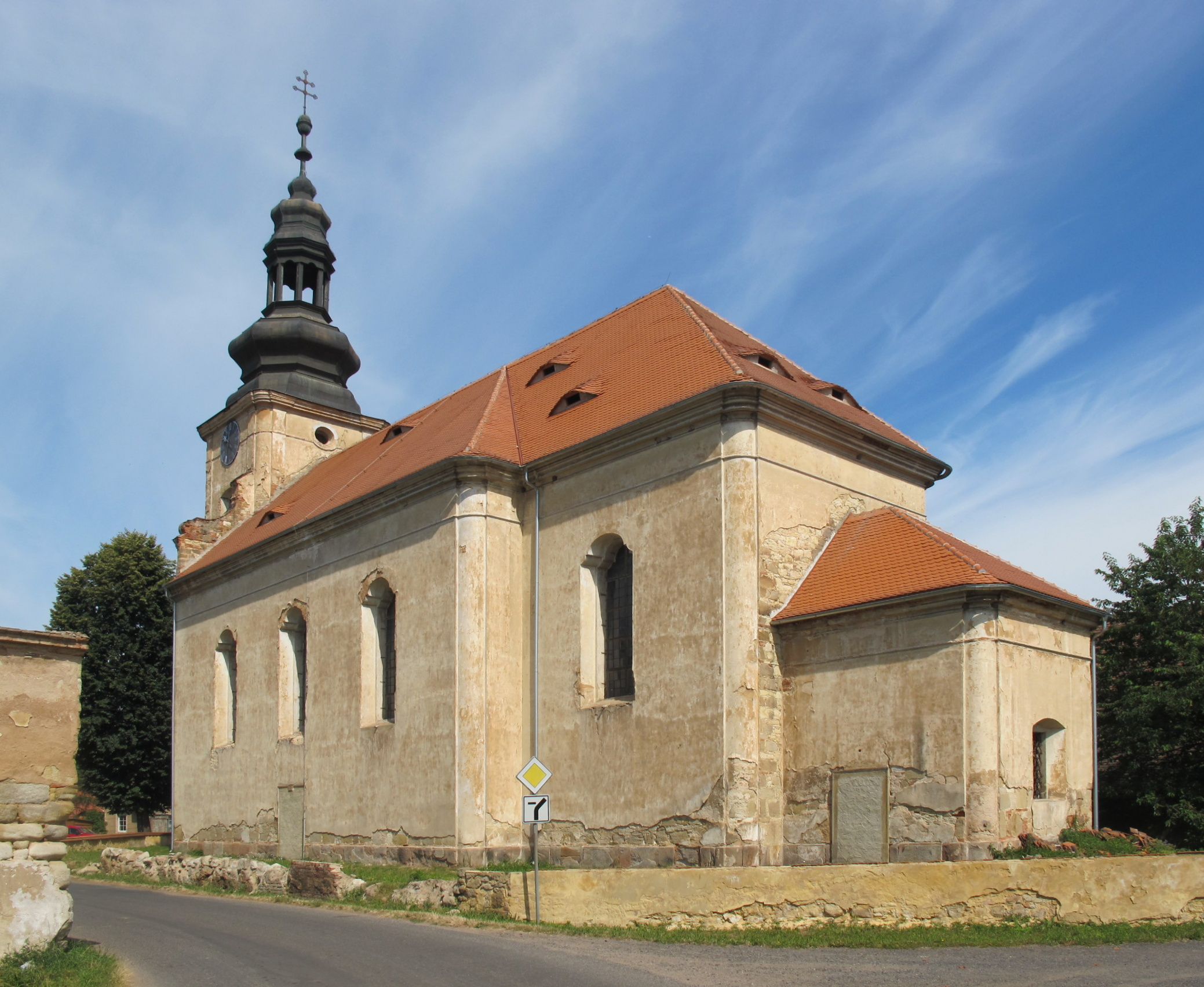
Kostel svatého Václava
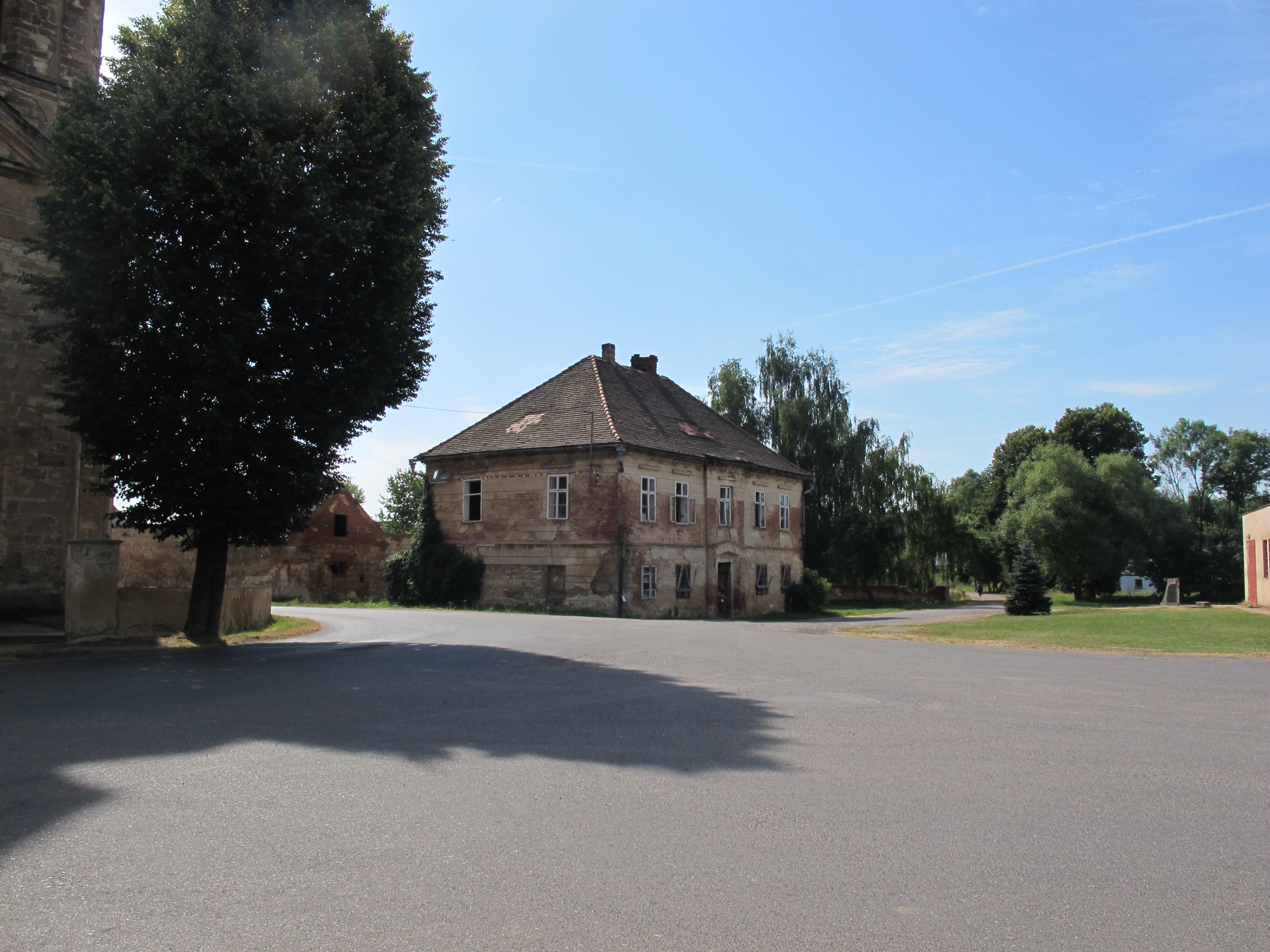
Farní budova
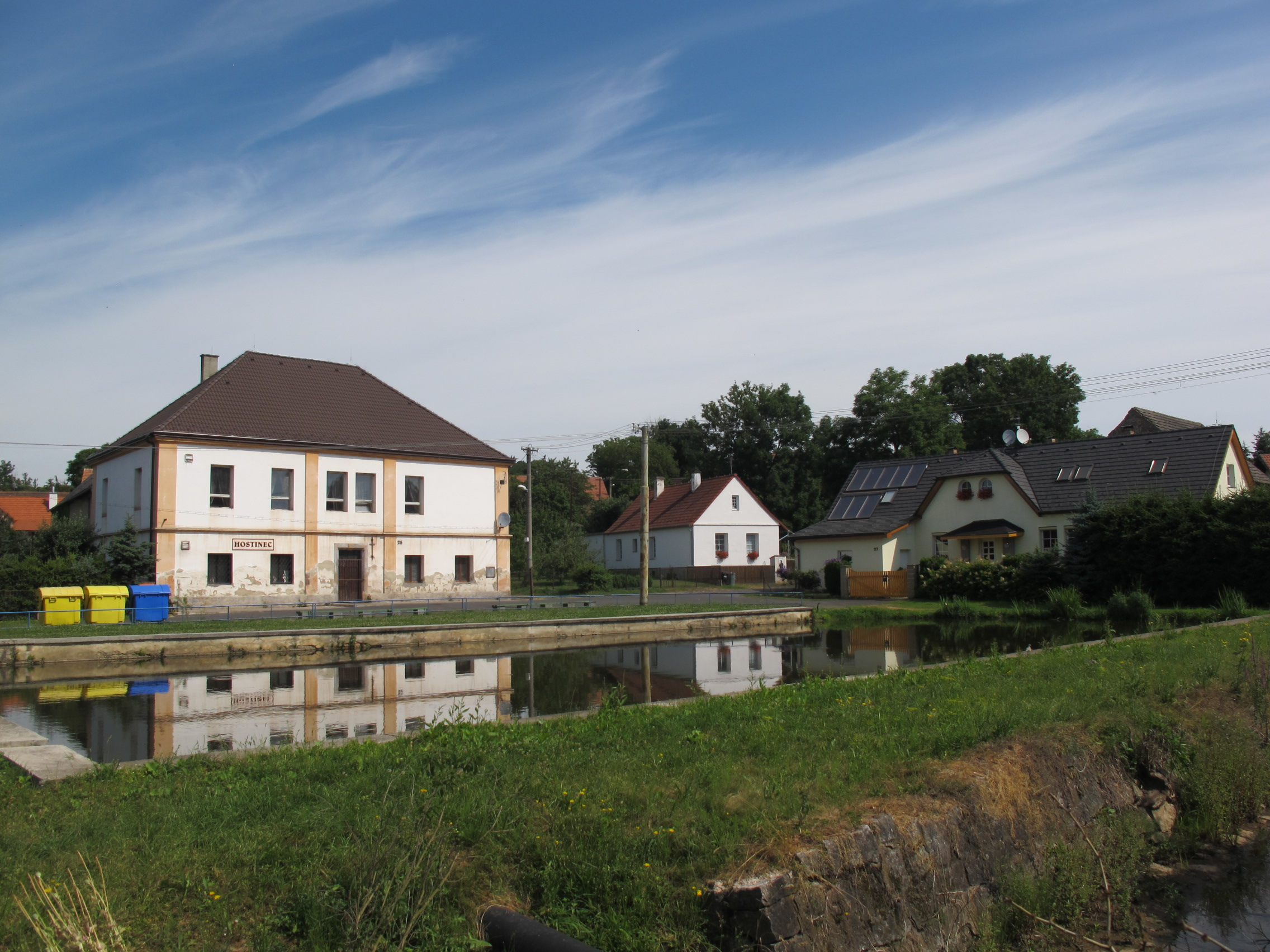
Hostinec s rybníkem
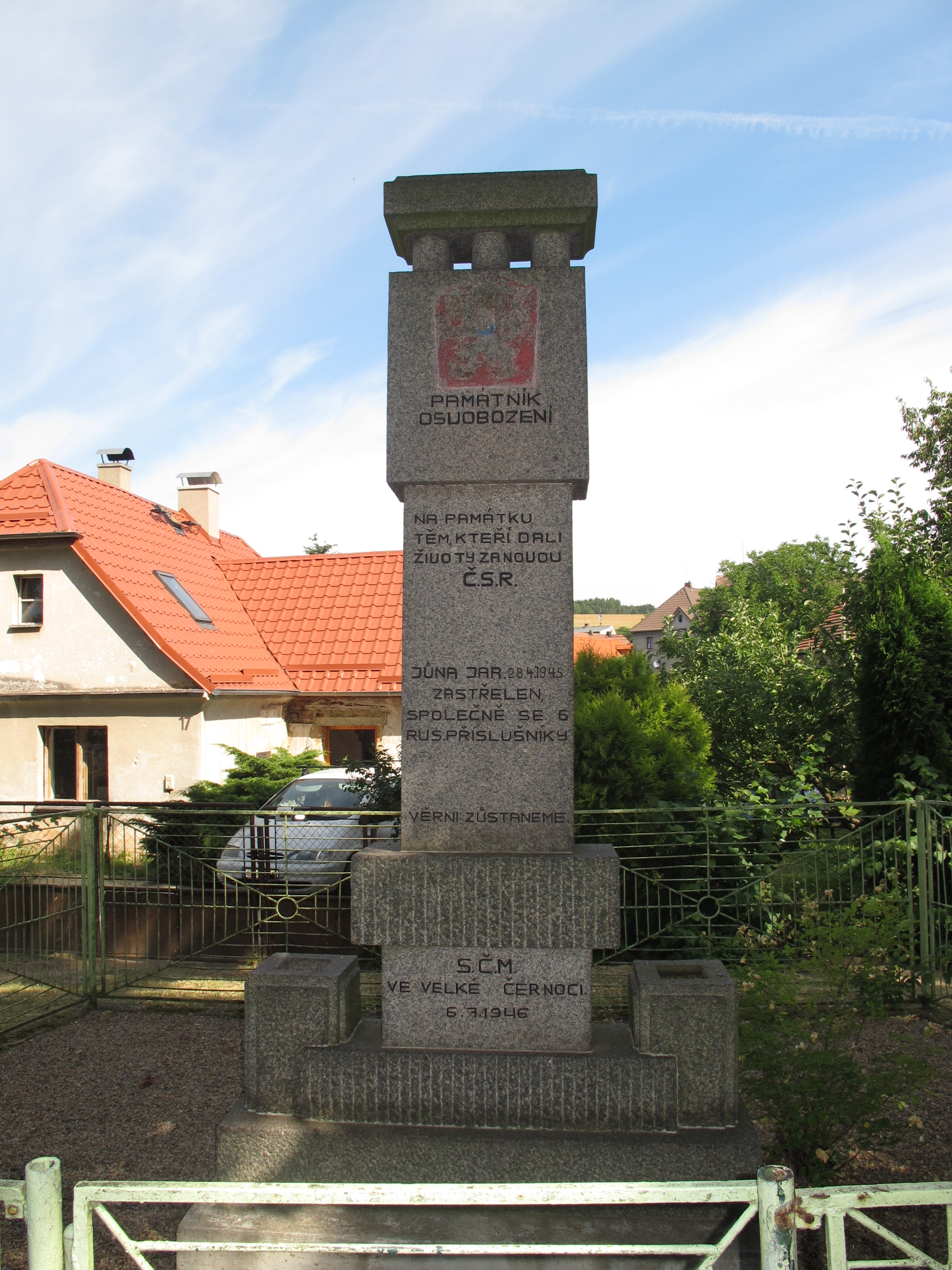
Pomník obětem druhé světové války